# Rasto
Rasto, ou rastro, é a marca ou impressão deixada por um animal em alguma superfície macia ou fofa onde ela possa ficar, como areia, barro fresco, terra suave, ou até mesmo marcas feitas com água com os pés molhados pisando em superfícies secas.

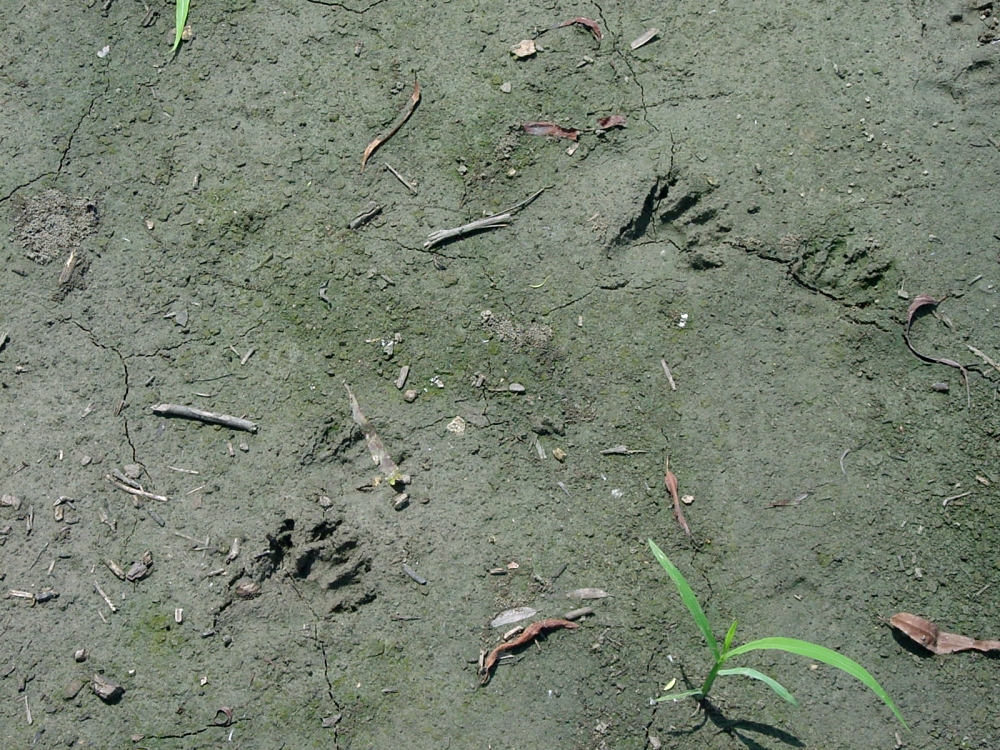
Pegadas de guaxinim.

Olhando as marcas que as patas dos animais fazem no lodo, na areia, na terra, pode-se dizer muito a sobre o animal, que vida ele leva, se come vegetais ou carne:
- os rastros com dedos reunidos por membranas denunciam hábitos aquáticos;
- as marcas de cascos, que são como unhas transformadas, denunciam o corredor das planícies, como cavalo ou boi;
- as marcas mais leves dos cães e gatos denunciam o caçador sorrateiro.

Em paleontologia, os rastros fósseis, ou icnitas, são úteis para compreender o comportamento de espécies extintas, como no caso dos dinossauros e podem preservar como o preenchimento da pegada, como um molde natural.